# Pradă (Star Trek: Voyager)
„Pradă” (titlu original: „Prey”) este al 16-lea episod din al patrulea sezon al serialului TV american științifico-fantastic Star Trek: Voyager și al 84-lea în total. A avut premiera la 18 februarie 1998 pe canalul UPN. Este al doilea episod în care apar membri ai rasei Hirogen. Episodul se concentrează asupra unui membru al Speciei 8472, care scapă de la capturarea de către vânătorii nomazi Hirogen și ajunge la bordul lui „Voyager”. Acest lucru are ca rezultat nu numai o alianță incomodă între echipajul  Voyager  și cei care vânează extraterestrul, dar și o tensiune între Janeway și Seven, care au idei diferite despre cum să rezolve situația. 

## Prezentare
Voyager salvează un supraviețuitor Hirogen, care le spune că există un nou fel de pradă.

## Actori ocazionali
- Tony Todd - Alpha Hirogen
- Clint Carmichael - Hirogen Hunter

## Vezi și
- Specia 8472
- Hirogen